# Unbreakable Smile
Unbreakable Smile —en español: Sonrisa Inquebrantable— es el álbum de estudio debut de la cantante y compositora estadounidense Tori Kelly. Fue lanzado el 23 de junio de 2015, por Capitol Records y Schoolboy Records. El álbum fue producido ejecutivamente por Max Martin.
Unbreakable Smile fue respaldado por el primer sencillo "Nobody Love", que fue lanzado el 8 de febrero de 2015. El álbum debutó en la posición número dos en el Billboard 200 de Estados Unidos.

## Promoción
En abril de 2015, Kelly anunció una gira norteamericana llamada Where I Belong tour la cual tomará lugar a través de mayo y junio para promocionar su álbum debut. Kelly cantó su sencillo "Should've Been Us" junto con una entrevista en Good Morning America el 22 de junio de 2015, un día antes del lanzamiento del álbum.
Sardines

## Sencillos
"Nobody Love" fue lanzado como el primer sencillo del álbum el 8 de febrero de 2015.
"Should've Been Us" fue enviado a la radio Top 40 Mainstream como el segundo sencillo del álbum el 2 de junio de 2015.
"Hollow" fue lanzado a las tiendas digitales el 22 de octubre de 2015 como tercer sencillo del álbum, y primero de la próxima reedición del álbum. Impactará la contemporary hit radio americana el 3 de noviembre de 2015.

## Recepción de la crítica
Empty Lighthouse Magazine llamó al álbum de Kelly como una "entrada a la industria", aclamando su composición y voz. Music Snake escribió que el álbum fue un "debut impresionante" con Kelly siendo "claramente auténtica y fácilmente talentosa." En una reseña de Trendio, el álbum fue llamado "atemporal" y estuvo a la altura de las expectativas. Sin embargo, se dijo que Kelly debió haberse salido de su zona de confort un poco más. Matthew Scott Donnelly de PopCrush calificó al álbum 3 de 5. Escribió que la primera mitad del álbum superó a la segunda mitad y cerró con: "Kelly tiene una voz aguda que podría detener a un velocista Olímpico con sus canciones— y tiene un gran álbum—pero Unbreakable Smile, por su brillo innegable, podría hacerse con un poco de ortodoncia electiva." Merna Jubrail de AndPop' felicitó la variedad del álbum a pesar que notó la falta de sencillos que potencialmente pudieron haber construido más impulso y promoción para el álbum.

## Desempeño comercial
Unbreakable Smile debutó en la posición número uno en las listas de álbumes de iTunes, poco después de su lanzamiento.
El álbum estaba previsto a vender 65,000 unidades en su primera semana y debutar en el top 5 del Billboard 200 de Estados Unidos. El álbum debutó en la posición número 2 en el Billboard 200 de Estados Unidos, con 75,000 unidades vendidas.

## Reedición
Tori Kelly está preparando una reedición del álbum. "Hollow", fue lanzado el 22 de octubre de 2015 como el primer sencillo de la nueva edición del álbum.
Tori confirmó el 12 de enero de 2016 que la reedición saldría a la venta el 29 de enero y que con ella vendría un nuevo tour por Norteamérica que tendría 30 fechas, más luego se agregó otra fecha en Nueva York por la gran demanda.

## Lista de canciones
| Unbreakable Smile — Edición estándar. |                                              | |                   |          |  |
| N.º                                   | Título                                       | Escritor(es)                                                                                         | Productor(es)     | Duración |  |
| 1.                                    | «Where I Belong»                             | Tori Kelly Claude Kelly                                                                              | T. Kelly          | 1:27     |  |
| 2.                                    | «Unbreakable Smile»                          | T. Kelly                                                                                             | OzGo              | 3:48     |  |
| 3.                                    | «Nobody Love»                                | T. Kelly Göransson Savan Kotecha Max Martin                                                          | Martin Göransson  | 3:23     |  |
| 4.                                    | «Expensive» (con Daye Jack)                  | T. Kelly Kotecha Alexander Kronlund Joleen Belle Lukas Loules Tash Daye Jack                         | Martin Lulou      | 3:27     |  |
| 5.                                    | «Should've Been Us»                          | T. Kelly Ludvig Söderberg Jakob Jerlström Oscar Holter Laleh Pourkarim Alexander Kronlund James Alan | The Struts Holter | 3:06     |  |
| 6.                                    | «First Heartbreak»                           | T. Kelly Toby Gad                                                                                    | Gad               | 3:24     |  |
| 7.                                    | «I Was Made for Loving You» (con Ed Sheeran) | T. Kelly Ed Sheeran                                                                                  | T. Kelly Sheeran  | 3:08     |  |
| 8.                                    | «City Dove»                                  | T. Kelly Ilya Salmanzadeh Pourkarim                                                                  | Ilya Pourkarim    | 3:42     |  |
| 9.                                    | «Talk»                                       | T. Kelly James Ryan Ho                                                                               | Malay             | 3:52     |  |
| 10.                                   | «Funny» (en vivo)                            | T. Kelly C. Kelly Chuck Harmony                                                                      | T. Kelly          | 4:17     |  |
| 11.                                   | «Art of Letting You Go»                      | T. Kelly Oren Yoel                                                                                   | Yoel              | 3:36     |  |
| 12.                                   | «California Lovers» (con LL Cool J)          | T. Kelly Martin Kotecha Göransson Ali Payami James Todd Smith                                        | Martin Göransson  | 3:40     |  |
| 13.                                   | «Falling Slow»                               | T. Kelly Johan Carlsson Martin                                                                       | Martin Carlsson   | 3:54     |  |
| 14.                                   | «Anyway»                                     | T. Kelly C. Kelly Harmony                                                                            | Harmony           | 4:32     |  |
| 49:16                                 |                                              | |                   |          |  |

| Unbreakable Smile — Versión con canciones adicionales |                    |                  |          |  |
| N.º                                                   | Título             | Escritor(es)     | Duración |  |
| 15.                                                   | «Dear No One»      | T. Kelly         | 3:19     |  |
| 16.                                                   | «Beautiful Things» | T. Kelly Harmony | 3:08     |  |

## Listas Semanales
| Lista (2015)                       | Mejor posición |
| ---------------------------------- | -------------- |
| Australia (ARIA)                   | 4              |
| Bélgica (Ultratop Flandes)         | 80             |
| Canadá (Billboard Canadian Albums) | 3              |
| Países Bajos (Album Top 100)       | 45             |
| Irlanda (IRMA)                     | 64             |
| Nueva Zelanda (Recorded Music NZ)  | 2              |
| Reino Unido (UK Albums Chart)      | 19             |
| Estados Unidos (Billboard 200)     | 2              |